# Производственный ад
Производственный ад, разработческий ад, или ад разработки, или проектный ад (англ. development hell), — термин, жаргонизм, применяемый в медиаиндустрии (производство фильмов, телевизионных передач, компьютерных программ) и касающийся идей и сценариев, находящихся в разработке длительное время. Кинематографическая индустрия приобретает права на экранизацию популярных литературных произведений, компьютерных игр, комиксов, но иногда требуется долгое время для реализации подобных проектов на экране. Зачастую для реализации идеи на киноэкране требуется переработка сюжета и характеристик персонажей.

## История возникновения термина
В случае производства фильма или телевизионной передачи сценарист может продать свой сценарий каким-то конкретным продюсерам или исполнительным директорам киностудий, но в этом случае существует вероятность того, что назначенный менеджер проекта может не согласиться с предоставленным сценарием, проведённым подбором (кастингом) актёров и может потребовать переписать сценарий и провести новый подбор актёров. В том случае, если сценарий переписывается и проводится новый кастинг, первоначально приглашённые люди могут выйти из проекта или просто отказаться продолжать съёмки, в связи с тем, что новые условия не соответствуют их ожиданиям. При таком развитии событий существует вероятность того, что проект придётся начинать с начала.
Сроки реализации проекта могут затянуться и из-за возникновения проблем при изменении сценария между сценаристом, продающим сценарий на реализацию, и сценаристом, адаптирующим сценарий для постановки. Такого рода согласования могут продолжаться до тех пор, пока ситуация не разрешится обоюдным согласием или проект будет прекращён.
Процесс реализации проекта может быть растянут на месяцы или даже годы. Очень часто случается так, что реализуемый проект может быть оставлен в незавершённом состоянии по решению всех заинтересованных сторон. В Голливуде количество запускаемых в первоначальное производство проектов в десять раз превышает количество проектов, доходящих до стадии выпуска. Такой «ад» часто образуется из-за недостаточной подготовленности реализаторов проектов и в тех случаях, когда проекты имеют множественную интерпретацию, и появляются разные точки зрения в момент реализации.

## Примеры
В сфере производства программного обеспечения не выпущенные в срок и находящиеся в длительной стадии разработки проекты называются термином Vaporware.
Один из наиболее известных проектов такого рода — компьютерная игра Duke Nukem Forever, разработка которой велась с 1997 по 2011. За это время игра неоднократно меняла игровые движки, издателей и самих разработчиков. DNF, внутренняя студия компании 3D Realms, непрерывно занималась игрой почти тринадцать лет, пока в мае 2009 3D Realms вовсе не прекратила существование. Спустя некоторое время разработка была возобновлена силами другой студии — Gearbox Software. В свет игра вышла лишь в 2011 году, спустя почти полтора десятилетия после начала разработки.
Также можно упомянуть шутер Doom, анонсированный id Software ещё в 2008 году, впоследствии в начале 2013 года Bethesda и id Software сообщили о том, что игра отправляется на переделку, а в 2015 году на выставке Е3 было объявлено о выходе игры весной 2016 года.
Заключительная часть серии Half-Life — Half-Life 2: Episode Three или Half-Life 3 изначально должна была выйти в 2008 году, но с тех пор откладывалась, и разработчики практически перестали давать комментарии по поводу игры.
Ещё одним примером является Starcraft: Ghost, разработка которого велась компанией Blizzard, однако потом была остановлена.
Стоит упомянуть и Hytale, производства Hypixel Studios, который был анонсирован в 2018, и с тех пор неоднократно переносился в связи с внутренними проблемами в студии.
Тем не менее, в игровой индустрии есть примеры, когда игры, попавшие в «ад разработки» на многие годы, в конечном счёте дошли до финального релиза. Кроме Duke Nukem Forever, в числе таких игр можно назвать Prey (годы разработки 1995—2006), Team Fortress 2 (1999—2007), S.T.A.L.K.E.R.: Тень Чернобыля (2001—2007), Too Human (1999—2008), Mafia 2 (2003—2010), The Last Guardian (2006—2016), Final Fantasy XV (2006—2016), Cyberpunk 2077 (2012—2020), Dead Island 2 (2014—2023), Alan Wake 2 (2012—2023), S.T.A.L.K.E.R. 2: Heart of Chornobyl (2010—2024).
Кроме того, выделяется «Человек, который убил Дон Кихота» — фильм Терри Гиллиама, производство картины заняло 29 лет. От него заметно отстаёт российский фильм «Трудно быть богом», постановка которого заняла 14 лет.